# 둔대초등학교
둔대초등학교는 대한민국 경기도 군포시 둔대동에 있는 공립 초등학교이다.

## 학교 연혁
- 1964년 3월 3일: 반월국민학교 둔대분실 개설
- 1967년 3월 1일: 반월국민학교 둔대분교장 개설
- 1970년 3월 1일: 둔대국민학교 독립
- 1994년 12월 26일: 군포시로 편입
- 1996년 3월 1일: 둔대초등학교로 개칭

## 참고 자료
- 둔대초등학교 - 한국교육학술정보원 학교알리미